# Maria Lehaci
Maria Lehaci (nascida Tivodariu; Câmpulung, 28 de junho de 1999) é uma remadora romena, campeã olímpica.

## Carreira
Com a tripulação de 8+1 conquistou a medalha de ouro nos Campeonatos Mundiais em 2022 e 2023 e nos Campeonatos Europeus em 2018, 2020, 2021, 2023 e 2024.
Nos Jogos Olímpicos de Verão de 2024, em Paris, conquistou a medalha de ouro na competição de oito com feminino, ao lado de Magdalena Rusu, Roxana Anghel, Amalia Bereș, Ancuța Bodnar, Adriana Adam, Ioana Vrînceanu, Simona Radiș e Victoria-Ștefania Petreanu, com o tempo de 5:54.39.